# Okres Frýdek-Místek
Der Okres Frýdek-Místek (deutsch Bezirk Friedeck-Mistek) ist eine Gebietskörperschaft in der Region Moravskoslezský kraj (Mährisch-Schlesien) in Tschechien. (Die Okresy waren in etwa vergleichbar mit den Landkreisen in Deutschland; die Bezirksverwaltungen wurden zum 31. Dezember 2002 aufgelöst.)
Der Bezirk befindet sich im Nordosten Mährens im Dreiländereck mit Polen und der Slowakei. Er erstreckt sich vom oberschlesischen Kohlenrevier bis zu den Beskiden. Im ehemaligen Okres Frýdek-Místek leben 214.669 Menschen (Stand 1. Januar 2023) in 72 Gemeinden (Obec), davon sind fünf Städte.
Der Okres ist ein Industrie- und Bergbaugebiet, weist aber auch eine große Walddichte auf; etwa die Hälfte der Fläche besteht aus Laub- und Nadelwald; das ist einer der höchsten Werte in Tschechien. In dem Gebiet befinden sich zwei Naturschutzgebiete (Beskiden, Poodří) sowie 18 Naturreservate und 19 Naturdenkmäler.
Bis in die 1990er Jahre nahm die Schwerindustrie eine wirtschaftliche Führungsrolle ein. Durch Umstrukturierungen und Schließungen wuchs die Arbeitslosigkeit, die sich innerhalb kürzester Zeit verdoppelte und heute zu den zehn höchsten der Republik gehört. Eine Neuausrichtung der Wirtschaft soll Linderung bringen. Es werden unter anderem Gewerbegebiete ausgewiesen, Handelszentren gebaut und der Wohnungsbau gefördert.
Okres Frýdek-Místek ist aufgrund seiner prägnanten Landschaft und zahlreicher historischer Denkmäler eine Urlaubsregion.
- Euroregion Beskydy
- Museum Beskydy in der Bezirksstadt mit eigener Galerie und der Wallfahrtskirche und Basilika in Frýdek, sowie Dom des Hl. Jan und Paul in Místek.
- Ruine der Burg Hukvaldy
- Renaissance-Schloss Stará Ves nad Ondřejnicí
- Aussichtstürme in Staříče und Chlebovice
- Reste der Türkenfesten in Mosty u Jablunkova
- Staatliches Reservat Mionší in Horní Lomná
- Holzkirchen in Kunčice pod Ondřejníkem, Řepiště, Sedliště, Guty, Nýdek, Hrčava, Bílá, Grúň, Čeladná und hora Prašivá
- Heilkräuterkurstädte Komorní Lhotka
- Naturheilquellen Čeladná, Hrčava, Hájek u Frýdku

Im Bezirk befinden sich 234 Unterkünfte, die jährlich etwa 216 Tausend Gäste begrüßen.
Seit dem 1. Januar 2007 gehören die Städte Šenov und Vratimov sowie die Gemeinden Stará Ves nad Ondřejnicí und Václavovice zum Okres Ostrava-město. Horní Bludovice kam zum Okres Karviná.

## Städte und Gemeinden
Baška (Baschka) – Bílá – Bocanovice (Botzonowitz) – Brušperk (Braunsberg) – Bruzovice (Brusowitz) – Bukovec (Bukowetz) – Bystřice (Bistrzitz) – Čeladná (Tscheladna) – Dobrá (Dobrau) – Dobratice (Dobratitz) – Dolní Domaslavice (Niederdomaslowitz) – Dolní Lomná (Nieder Lomna) – Dolní Tošanovice (Niedertoschonowitz) – Fryčovice (Fritzendorf) – Frýdek-Místek (Friedek-Mistek) – Frýdlant nad Ostravicí (Friedland a.d. Ostrawitza) – Hnojník (Gnojnik) – Horní Domaslavice (Oberdomaslowitz) – Horní Lomná (Ober Lomna) – Horní Tošanovice (Obertoschonowitz) – Hrádek (Grudek) – Hrčava (Hertschawa) – Hukvaldy (Hochwald) – Jablunkov (Jablunkau) – Janovice (Janowitz) – Kaňovice (Kaniowitz) – Komorní Lhotka (Kameral Ellgoth) – Košařiska (Kosarzisk) – Kozlovice (Potzmannsdorf) – Krásná – Krmelín (Kermelin) – Kunčice pod Ondřejníkem (Kunzendorf b. Frankstadt unterm Radhost) – Lhotka – Lučina (Lutschina) – Malenovice (Malenowitz) – Metylovice (Quittendorf) – Milíkov (Milikau) – Morávka (Morawka) – Mosty u Jablunkova (Mosty i.d. Beskiden) – Návsí (Nawsi) – Nižní Lhoty (Unterellgoth) – Nošovice (Noschowitz) – Nýdek (Niedek) – Ostravice (Ostrawitz) – Palkovice (Paulsdorf) – Paskov (Paskau) – Pazderna (Pasdierna) – Písečná (Pisetschna) – Písek (Piosek) – Pražmo (Praschmo) – Pržno (Perschno) – Pstruží (Pstruschi) – Raškovice (Raschkowitz) – Ropice (Roppitz) – Řeka (Rzeka) – Řepiště (Repischt) – Sedliště (Sedlischt) – Smilovice (Smilowitz) – Soběšovice (Schöbischowitz) – Staré Hamry (Althammer) – Staré Město (Altstadt) – Staříč (Staritsch) – Střítež (Trzitiesch) – Sviadnov (Zwenser) – Třanovice (Trzanowitz) – Třinec (Trzynietz) – Vendryně (Wendrin) – Vělopolí (Wielopoli) – Vojkovice (Woikowitz) – Vyšní Lhoty (Oberellgoth) – Žabeň (Schaben) – Žermanice (Schermanitz)